# سواویروی
سواویروی (به روسی: Суавъярви) دریاچه‌ای در جمهوری کارلیا، روسیه است که حدود ۵۰ کیلومتری شمال شهر مدوژیگورسک واقع شده است. این دریاچه تقریباً ۳ کیلومتر (۱٫۹ مایل) طول دارد. عرض آن متغیر است و در برخی نقاط به بیش از ۱ کیلومتر می‌رسد. سواویروی با جنگل‌های مخروطی احاطه شده و زیستگاه گونه‌های مختلف پرندگان آبزی، ماهیان سردآبی و گیاهان تالابی است. آب‌های شفاف و آرام آن، نه‌تنها ارزش زیست‌محیطی دارند، بلکه برای فعالیت‌های تفریحی مانند ماهیگیری و قایق‌سواری نیز مورد توجه گردشگران محلی قرار گرفته‌اند.
ماشچاک و ناموف استدلال می‌کنند که سواویروی در مرکز یک ساختار برخوردی عمیقاً فرسایش‌یافته و بسیار دگرگون‌شده، یعنی ساختار سواویروی، قرار دارد که قطر آن ۱۶ کیلومتر (۹٫۹ مایل). به گفته ماشچاک و ناموف، این ساختار برخوردی با پایین‌ترین دماهای گرانشی و مغناطیسی و در بخش‌های شمال شرقی و جنوب غربی آن، مگابرش‌های پلی‌میکتی ناشی از برخورد مشخص می‌شود. مگابرش‌ها از بلوک‌هایی از گرانیتوئیدهای پی‌سنگی و سنگ سبز بالای پوسته تشکیل شده‌اند. ویژگی‌های دگرگونی ضربه‌ای در این منطقه نادر گزارش شده و شامل ویژگی‌های صفحه‌ای، نوارهای تغییر شکل و ساختار موزاییکی در کوارتز و ویژگی‌های تغییر شکل در فلدسپارها و بیوتیت است. دگرگونی منطقه‌ای جوان‌تر، سنگ‌های تشکیل‌دهنده این ساختار را به‌طور قابل توجهی تغییر داده و ممکن است هرگونه اثر دگرگونی ضربه‌ای را از بین برده یا تغییر داده باشد.
سن استنباطی ساختار سوآوجاروی در بازه سنی بین ۲٫۷ تا ۲٫۲ میلیارد سال قرار دارد. حد سنی قدیمی‌تر آن، یعنی ۲٫۷ میلیارد سال، توسط سن منطقه‌ای گرانیتوئیدهای لوپیان پسین که به صورت قطعاتی در مگابرش‌ها وجود دارند، تعیین می‌شود. همپوشانی برش‌های پلی‌میکتیک برخوردی با کنگلومراهای قاعده‌ای گروه جاتولیان و وجود برش‌های هوازده در کنگلومراهای آن نشان می‌دهد که ساختار سوآوجاروی قدمتی قدیمی‌تر از آن دارد. حد سنی پایین‌تر گروه جاتولیان به‌طور آزمایشی بین ۲٫۳ تا ۲٫۲ میلیارد سال در نظر گرفته می‌شود.
با این حال، هوبر و دیگران تحقیقات میدانی و آزمایشگاهی در مورد ساختار سواویاروی انجام دادند. آن‌ها با استفاده از نقشه‌برداری زمین‌شناسی، تحلیل‌های پتروگرافی و بررسی مغزه‌های حفاری، تلاش کردند منشأ احتمالی این ساختار را تعیین کنند و داده‌های موجود را با مدل‌های برخوردی مقایسه نمایند. آنها دریافتند که رخنمون‌های سنگ بستر درون ساختار، که به عنوان «برش برخوردی پلی‌میک» نقشه‌برداری و به عنوان «مگابرش» طبقه‌بندی می‌شوند، از گرانیت و شیست عظیم تشکیل شده‌اند که در میدان از رخنمون‌های آرکئن در خارج از ساختار قابل تشخیص نیستند. آنها همچنین دریافتند که هیچ مدرکی از دگرگونی ضربه‌ای در نمونه‌های درون ساختار برخوردی فرضی وجود ندارد و سنگ‌های مرتبط با آن تفاوت قابل توجهی با زمین‌شناسی منطقه‌ای معمول ندارند. این دریاچه به احتمال زیاد یک دریاچه یخچالی است. طبقه‌بندی ساختار سواویاروی به عنوان یک ساختار برخوردی همچنان بحث‌برانگیز و حل‌نشده است. برخی زمین‌شناسان معتقدند ویژگی‌های حلقه‌ای و شواهد سنگ‌های دگرگون‌شده ممکن است نشان‌دهنده برخورد یک شهاب‌سنگ در گذشته‌های زمین‌شناسی باشد. با این حال، نبود شواهد قطعی مانند شوک‌کوارتز یا ساختارهای مخروطی شکست، باعث شده که گروهی دیگر این فرضیه را رد کرده و منشأ تکتونیکی یا آتشفشانی را محتمل‌تر بدانند. مطالعات ژئوفیزیکی و حفاری‌های عمیق در آینده می‌توانند به روشن شدن منشأ واقعی این ساختار کمک کنند.